# Großer Winterberg
Der Große Winterberg ist ein Berg im Elbsandsteingebirge in Sachsen und ist die höchste Erhebung im rechtselbischen Teil der Sächsischen Schweiz.
Über die Südseite verläuft die Staatsgrenze zur Tschechischen Republik. Seit 1961 steht der Gipfelbereich als Naturschutzgebiet unter staatlichem Schutz.

## Entstehung des Namens
Bereits im Mittelalter wurde er als Winterberg bezeichnet. Eine frühe Erwähnung spricht um 1446 vom „winterberg, der walt“. Bedingt durch seine relativ große Höhe trägt der Berg im Gegensatz zu seiner Umgebung länger und häufiger eine geschlossene Schneedecke.

## Lage und Umgebung
Der Große Winterberg befindet sich in der Hinteren Sächsischen Schweiz in der Gemarkung Ostrau. Die Flanken des Berges greifen auch in die benachbarte Böhmische Schweiz über. Am Fuße des Berges – an der Elbe gelegen – befinden sich die kleinen Orte Schmilka und Hřensko (Herrnskretschen). Der Große Winterberg ist Teil eines größeren, zusammenhängenden Bergmassivs, welches außer dem nördlich gelegenen Kleinen Winterberg auch die Felsgebiete der Affensteine und der Schrammsteine umfasst. In der Südostseite des Winterbergmassivs befindet sich das Prebischtor (tschech.: Pravčická brána), die größte natürliche Sandsteinfelsbrücke Europas.

## Naturraum und Naturschutz
Der Große Winterberg erhebt sich ca. 430 Meter über das Elbtal. Der Gipfelbereich des Bergmassivs wird von einem etwa einen Kilometer langen und einhundert Meter breiten Basaltgang gebildet, der sich im Tertiär über die Sandsteine der Stufe e ergossen hat. Der Basalt steht teilweise im Gipfelbereich frei an. Das basaltische Blockwerk umfasst eine Fläche von ca. 1 km2 und reicht vom Gipfel am Südwesthang bis in Höhen von ca. 300 Meter hinab.
Über dem Basalt haben sich nährstoffreiche Braunerden gebildet. Das Waldbild wird hier von Laubwäldern mit Rotbuchen dominiert. Untergeordnet finden sich auch Hainbuchen, Bergahorn, Traubeneichen, Stieleichen und Eschen. Die Bodenflora umfasst hier über vierzig verschiedene Arten, darunter Seidelbast, Leberblümchen, Lungenkraut, Buschwindröschen sowie verschiedene Farn- und Hexenkräuter.
Lehmige und tonige Verwitterungsprodukte der Braunerden wirken wasserstauend, so dass sich am Übergang zu den Sandsteinfelsen mehrere kleine Quellaustritte wie z. B. der Wurzelborn befinden.
Dicht unterhalb des Gipfels entspringt der Ilmenbach, der in Schmilka in die Elbe mündet.
Das Gebiet um den Großen Winterberg wurde bereits 1958 als Waldschutzgebiet unter Schutz gestellt. 1961 wurde das Naturschutzgebiet „Großer Winterberg“ ausgewiesen. Das Winterberggebiet ist heute Bestandteil der Kernzone im Nationalpark Sächsische Schweiz.
Während des Waldbrandes im Nationalpark Sächsische Schweiz im Juli und August 2022 war auch die Flora und Fauna am Großen Winterberg betroffen. Dabei kam es auch zum Wipfelfeuer der 200-jährigen Rotbuchen und zu ausgedehnten Glutnestern in der völlig ausgetrockneten, moorigen Wiese am Fremdenweg östlich des Gipfels.

## Geschichte
Der Große Winterberg gehörte zur Herrschaft Wildenstein, später den Herren von Wartenberg. Diese gaben ihn 1492 gegen Zahlung von 1200 rheinischen Gulden ab, behielten aber den ganzen Südabhang bis zur Kamnitz. Diese Grenze – die heutige Staatsgrenze zu Tschechien – besteht nunmehr seit 1492 unverändert bis heute.
Schon 1819 wurde auf dem Südgipfel durch den Forstfiskus das erste Unterkunftshaus errichtet. Erster Pächter war ein Herr Peschke aus Lichtenhain. August von Goethe weilte im Juni 1819 hier und schrieb: „Es befindet sich hier ein kleines Häusgen, wo man gut bewirthet wird, das Bier, der Rum etc. sind gut. Auch trafen wir hier 2 böhmische Musikanten mit Harfen welche recht artig sangen und spielten und für die ganze Gesellschaft überraschend waren.“
Doch bereits 1821 brannte das Haus ab, wurde jedoch wieder errichtet. 1827 wurde es von Friedrich Büttner betrieben. Das erste Aussichtsgerüst wurde auf dem Gipfel 1835 errichtet. In den Jahren 1840–1846 wurden das noch heute bestehende Berghotel im Schweizerhausstil mit dem Aussichtsturm auf dem Nordgipfel erbaut. Das Gebäude und zwei Nebengebäude steht heute unter Denkmalschutz.
1854 übernahm der Schwiegersohn Henker das Gasthaus und bewirtschaftete gleichzeitig das Gasthaus am Lichtenhainer Wasserfall. 1880 übernahm Hugo Lasch die Wirtschaft auf dem Großen Winterberg. 1898 ging Karl Prätorius auf den Großen Winterberg, er kam vom Hotel Anker in Schandau. 1918 übernahm sein Sohn Karl Prätorius den Betrieb. Nach dem Tode des Karl Prätorius 1929, bewirtschaftete die Witwe den Betrieb weiter.
Seit 1945 unterstand der Große Winterberg nicht mehr dem Forstfiskus, sondern dem Wirtschaftsverband Bad Schandau bzw. Kreis Pirna. Olly Prätorius war bis zum 1. Juli 1964 auf dem Berg, unterstützt durch den Geschäftsführer Robert Uhlig. Vom 1. Juli 1964 bis 1966 war die Gaststätte HO-Betrieb unter der Leitung von Heinz Hartig. Von 1966 bis 1968 war Weibert Geschäftsführer. Während der Niederschlagung des Prager Frühlings, vom August 1968 bis Mai/Juni 1969, war der Große Winterberg durch die Sowjetarmee besetzt. Danach diente er als Wohnheim für die Zollverwaltung. Pfingsten 1973 übernahm das VE(B) Verkehrs- und Tiefbaukombinat Dresden (VTKD) den Komplex als Betriebsferienheim und Gasthaus. Von 1973 bis 1980 war Barbara Nestler, von 1980 bis 1990 Hans-Joachim Reiß Objektleiter.
Im Zuge der Wende und der Wiedervereinigung gelangte der Gebäudekomplex in das Eigentum des Freistaates Sachsen. Die Gebäude standen zwischen 1990 und 1994 leer.
Ab Mai 1994 erfolgte die Bewirtschaftung per Pachtvertrag und ab 1998 als Erbbauberechtigte durch Marc Henkenjohann und Marcus Ziegler aus Dresden. Seit Februar 2014 bewirtschaftet Marc Henkenjohann das Objekt allein. Wegen fehlender Rentabilität sowie dem Auslaufen der Betriebserlaubnis für die Kläranlage wurden Gaststätte, Hotel und Aussichtsturm jedoch zum Ende der Wandersaison am 31. Oktober 2016 zunächst zeitweilig geschlossen. Ende 2018 wurde der Gasthausbetrieb völlig eingestellt, nachdem durch den Pächter ein Antrag auf Eröffnung des Insolvenzverfahrens gestellt wurde. Seitdem steht den Gästen nur ein Imbiss zur Verfügung, da die Betriebserlaubnis erloschen ist. Der Imbiss hat in der Wandersaison (April bis Oktober) geöffnet (Stand 2023).

## Nationalpark-Informationsstelle
Das zum Gebäudekomplex gehörende historische Eishaus wurde 2001/2002 saniert. Es beherbergt eine Informationsstelle des Nationalpark Sächsische Schweiz, welche über naturräumliche und touristische Entwicklung des Winterberggebietes sowie die Waldentwicklung im Nationalpark informiert.

Ansichten der Gebäude um das Berghotel
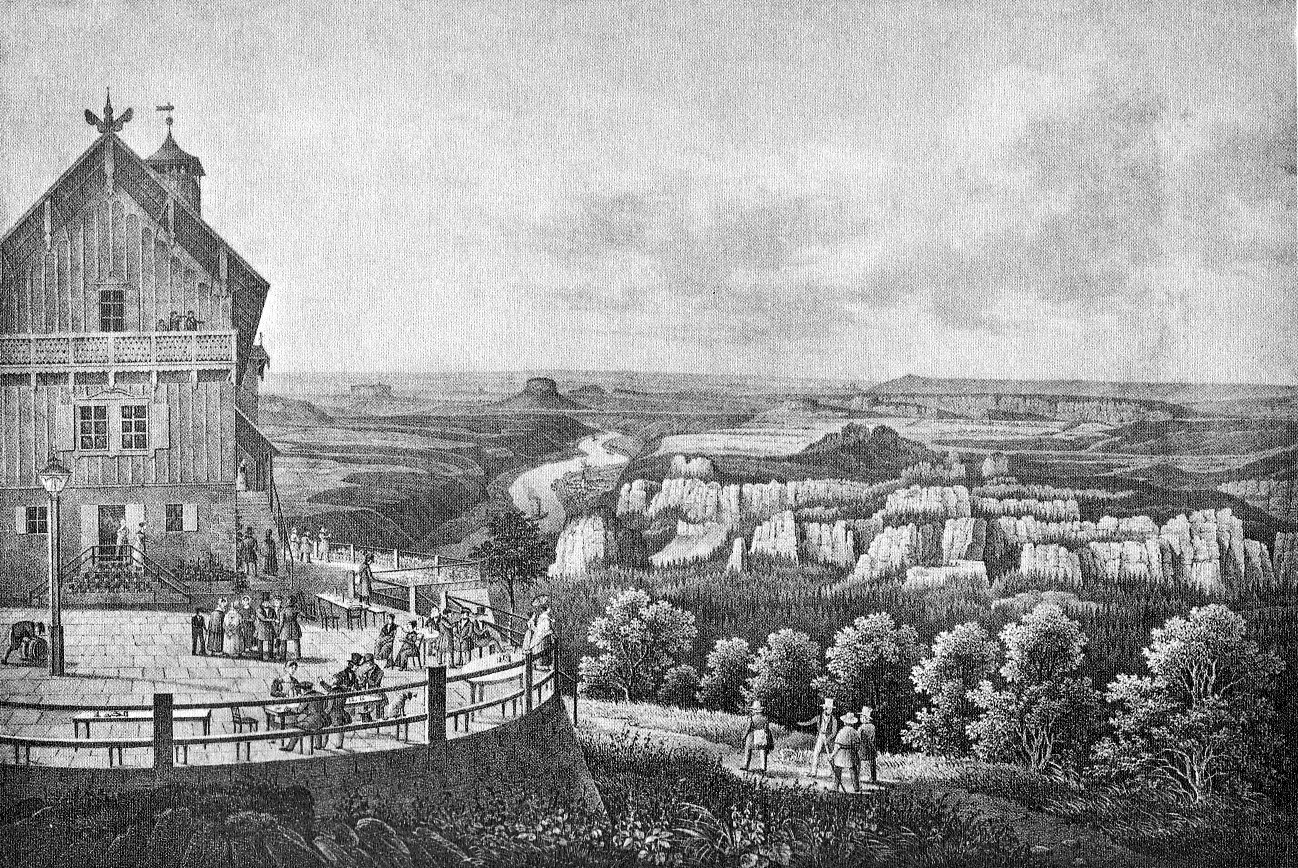
Berghotel und Aussicht (um 1850)
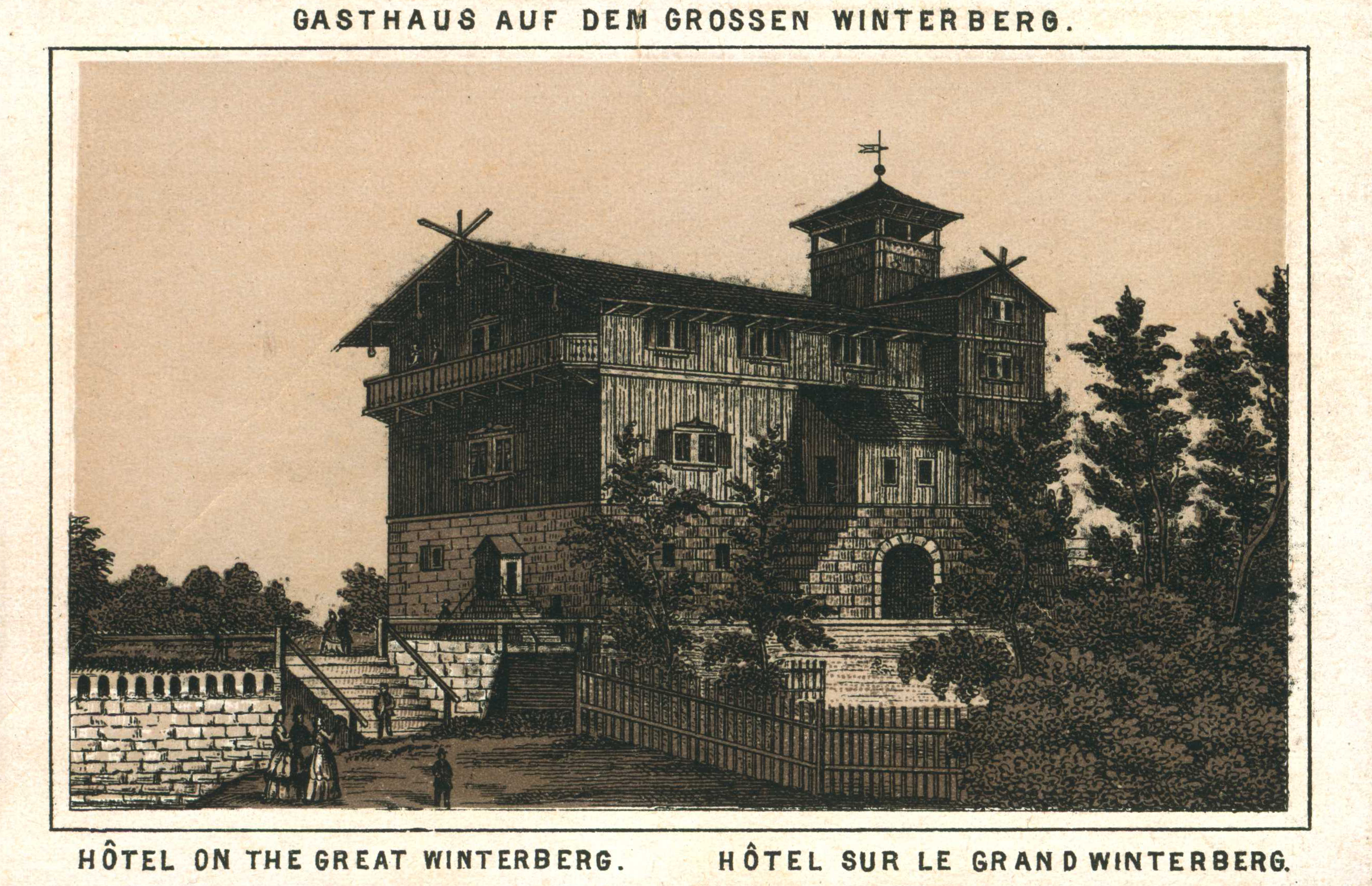
Berghotel mit integrierten Aussichtsturm (um 1860)
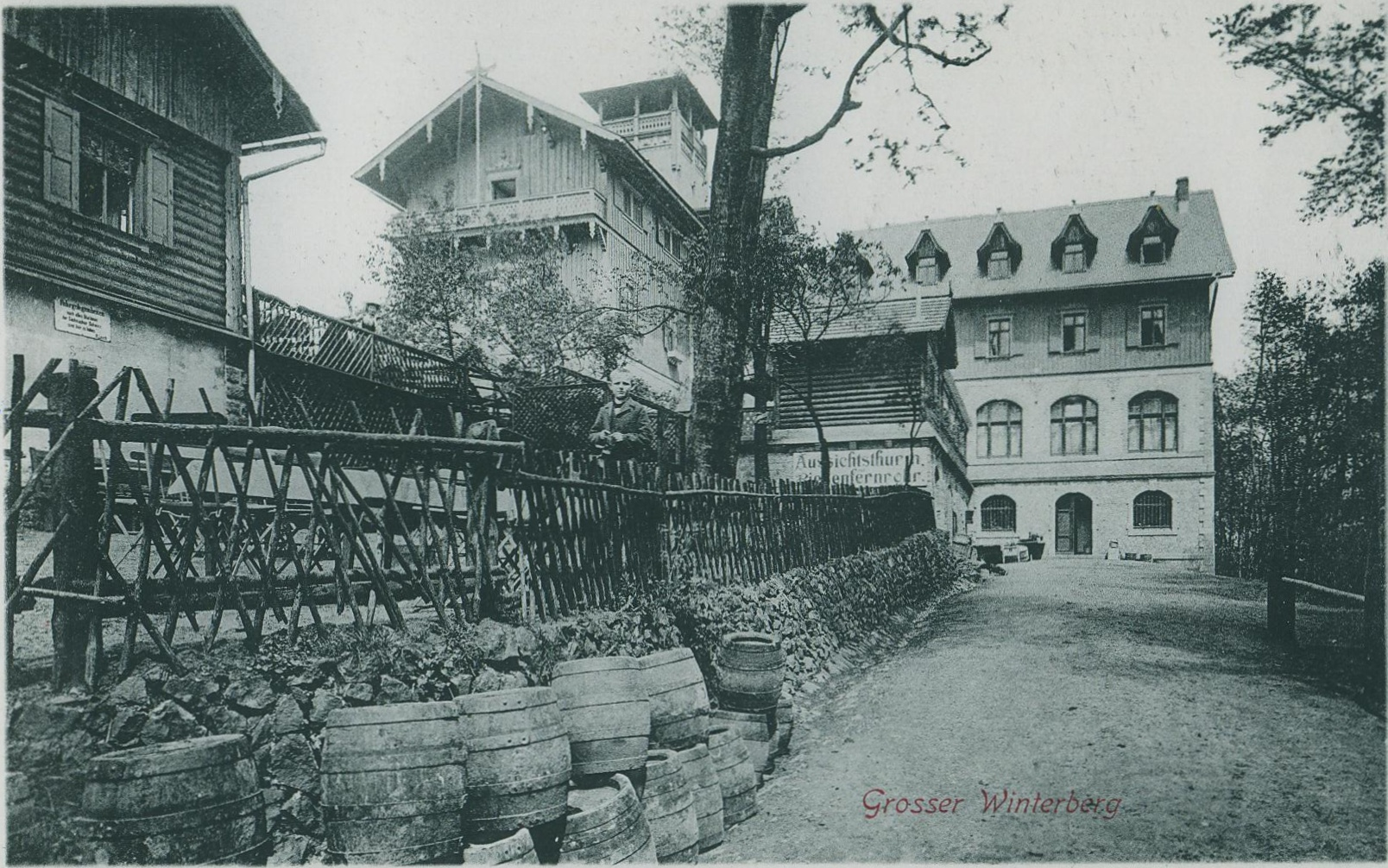
Berghotel (vor 1921)
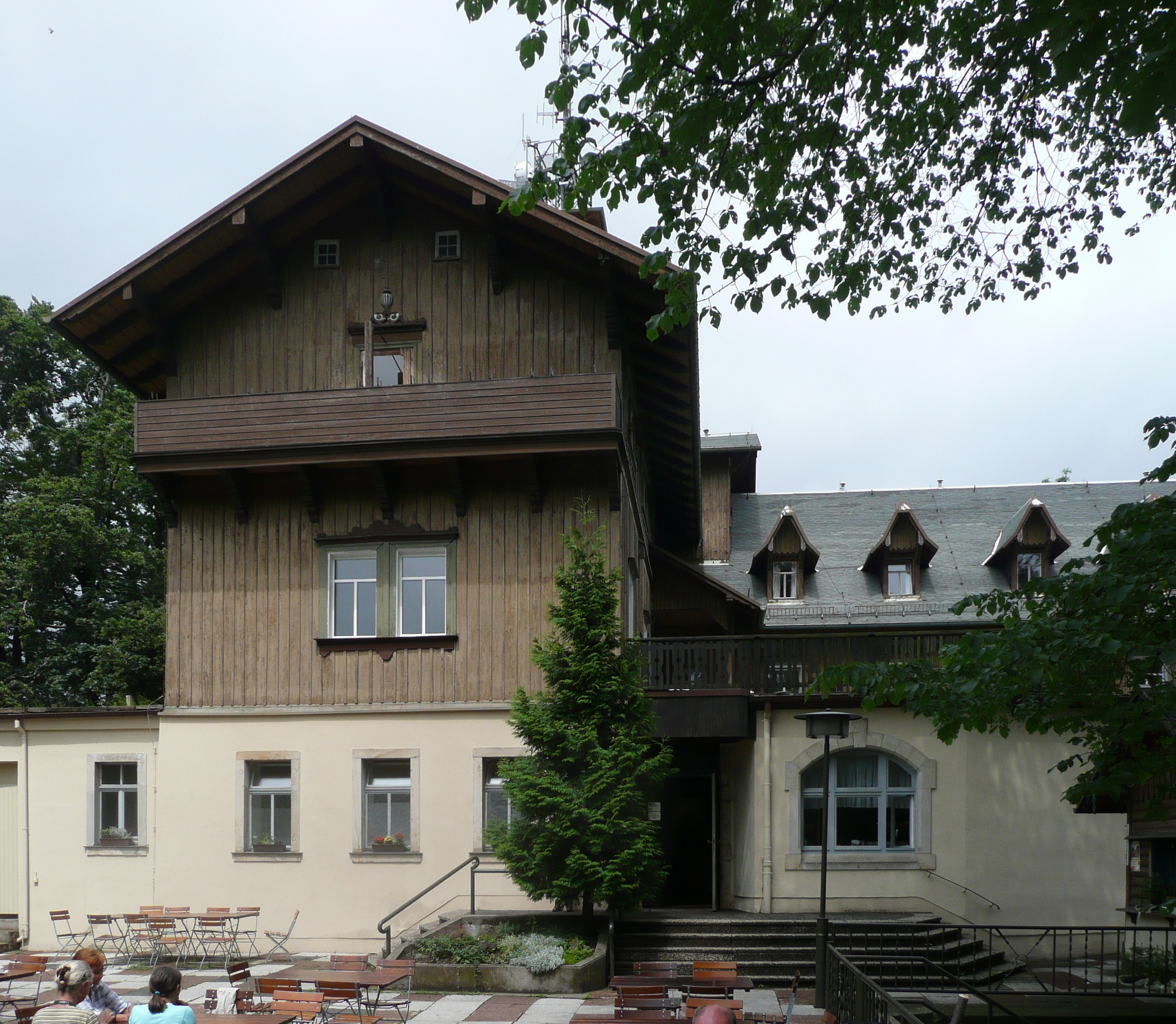
Berghotel (2009)
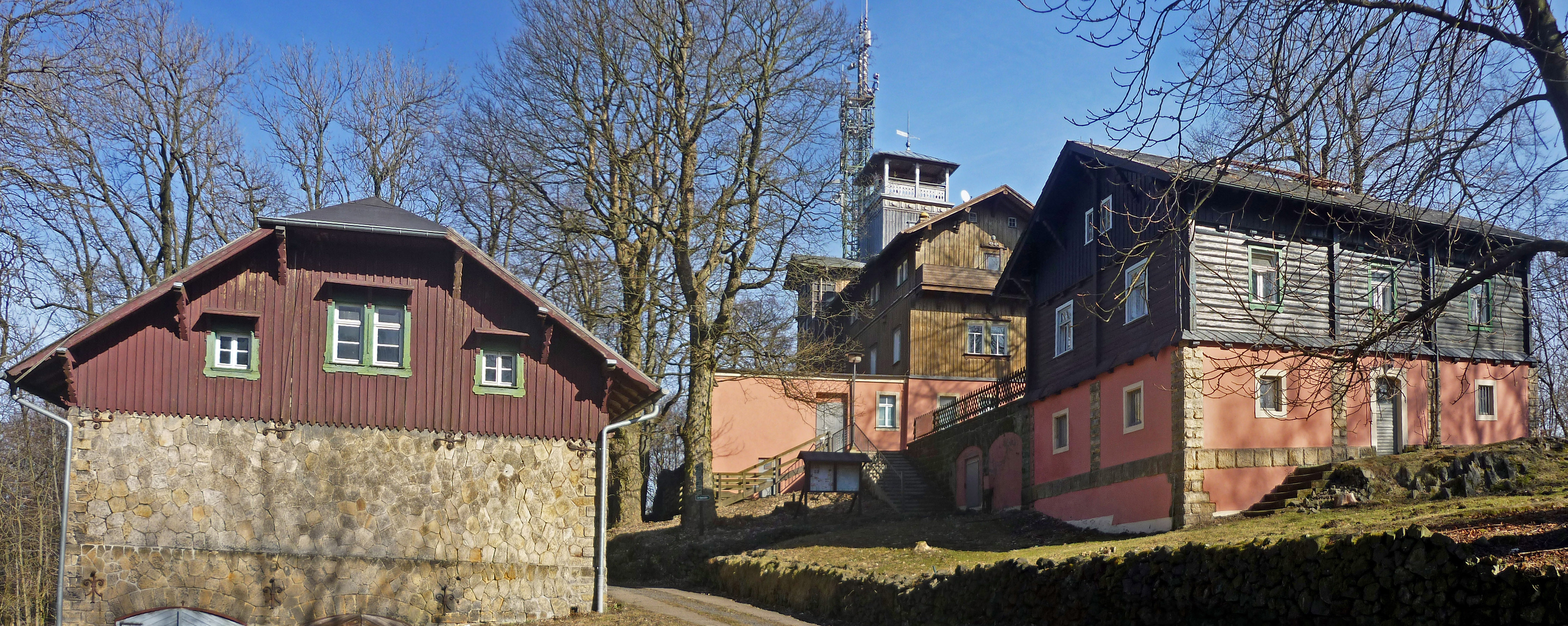
Gebäudekomplex mit Berghotel und den beiden Nebengebäuden (2017)
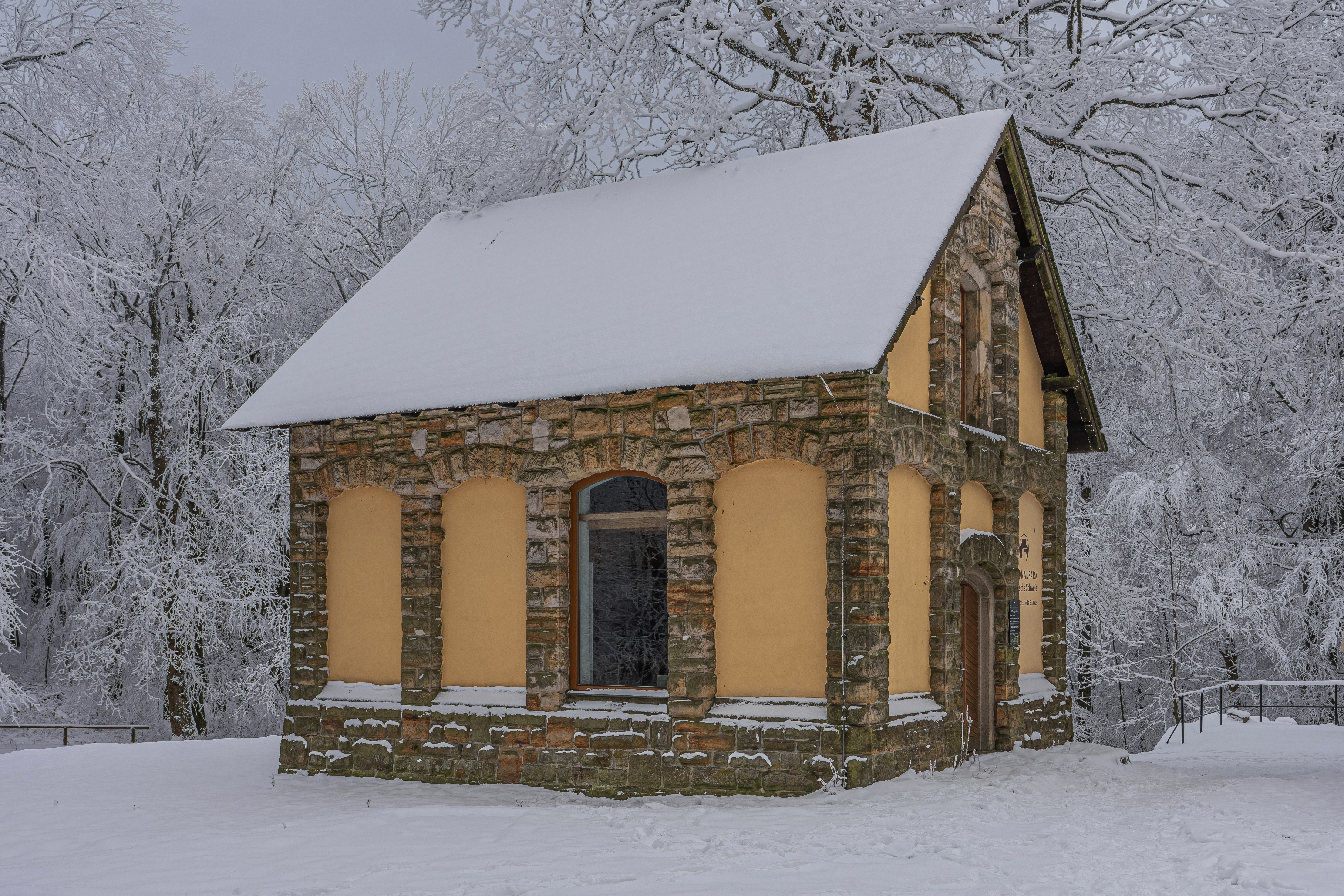
Blick auf das Eishaus (2023)

## Aussicht

### Aussichtsturm
Aufgrund der umfassenden Bewaldung besteht heute keine direkte Aussicht vom Gipfelplateau des Großen Winterberg aus. Frühe Reisebeschreibungen (siehe Zitate) belegen jedoch, dass sich auf dem Gipfel ein waldfreier Bereich („Räumigt“) befunden hat, von dem ein umfassender Rundblick möglich war.
Eine Aussicht war vom hölzernen Aussichtsturm des in den 1840er Jahren erbauten Berghotels möglich. Nachdem der 15,5 m hohe hölzerne Aussichtsturm in den 1970er Jahren wegen Baufälligkeit gesperrt werden musste, erfolgte 2007/2008 eine denkmalgerechte Sanierung, bei der die Plattform und die Turmspitze nach historischem Vorbild mit Lärchenholz rekonstruiert wurden. Eine – öffentlich geforderte – Aufstockung des Turmes zwecks besserer Aussicht war aus statischen Gründen hinsichtlich der hohen Windlasten mit der historischen Turmkonstruktion nicht möglich, dafür hätte diese einer Neuerrichtung weichen müssen. Auch vor dem Hintergrund, dass dieser zu den frühesten Zeugnissen des organisierten Tourismus in Deutschland überhaupt zählt, wurde stattdessen einer handwerklich soliden Instandsetzung der vorhandenen Holzkonstruktion der Vorzug gegeben, da auch mit dieser immerhin drei Viertel des ursprünglichen Rundblicks gegeben seien.
Der Turm bot Aussicht über die Wald-Felslandschaften der Hinteren Sächsischen und Böhmischen Schweiz. Im Osten reichte der Blick über die markanten Kegelformen der Berge im Lausitzer Gebirge bis zu der über 90 km entfernten Silhouette von Iser- und Riesengebirge. Nach Südwesten breitete sich die flachwellige Hochfläche des Erzgebirges aus, im Süden zeigte sich die Berglandschaft des Böhmischen Mittelgebirges mit dem schroffen Milešovka (Milleschauer). Nach Nordwesten blickte man über das Elbtal hinweg bis zum Collmberg bei Oschatz.
Der Turm wurde mit Schließung der Gaststätte 2018 ebenfalls geschlossen. Eine Wiedereröffnung ist momentan nicht absehbar (Stand 2022).

### Kipphornaussicht

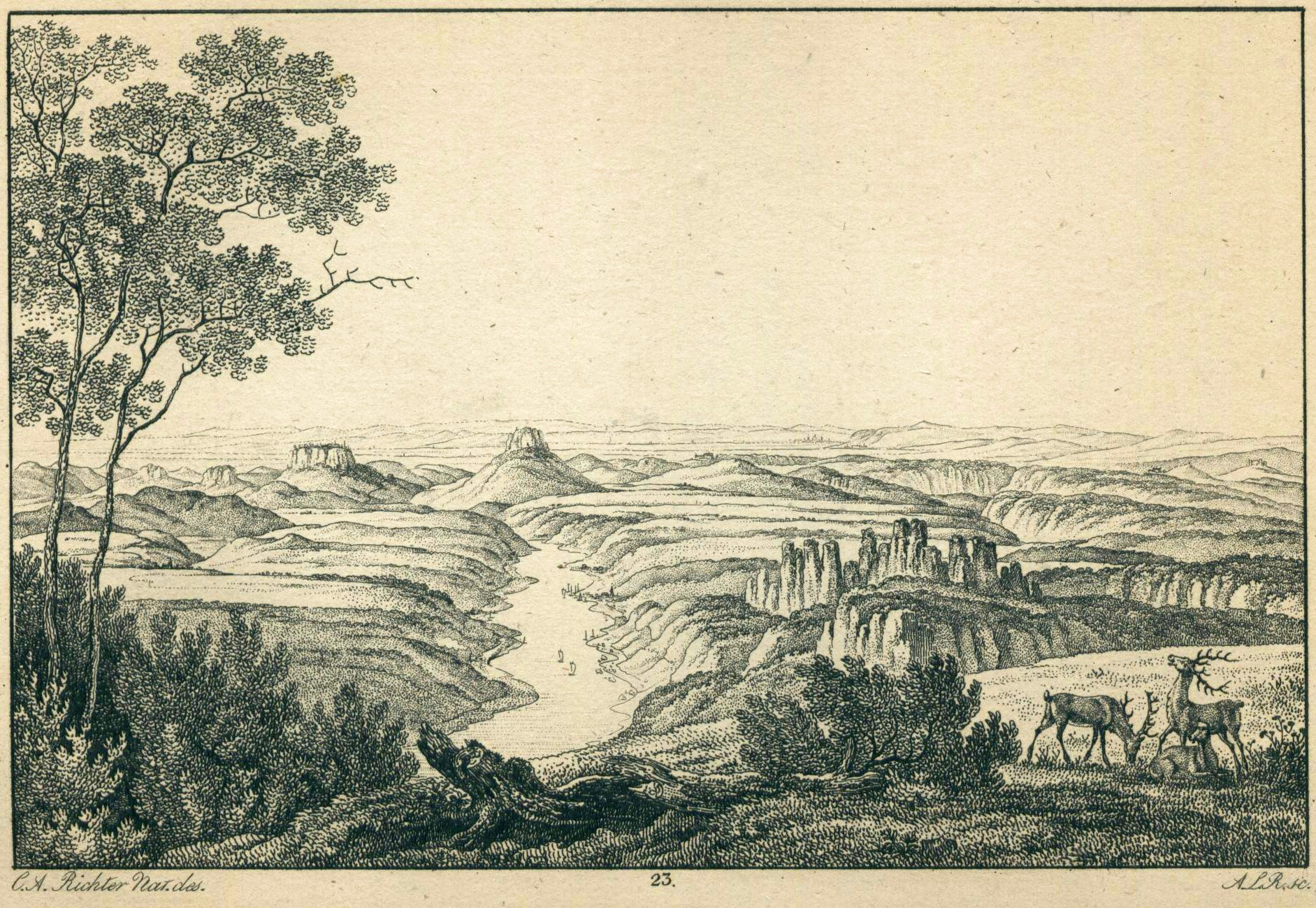
Blick von der Kipphornaussicht (um 1820)

Auf der Südseite des Gipfels befindet sich ca. 800 Meter entfernt vom Gipfelplateau unweit der Winterbergstraße in einer Höhe von ca. 470 Metern das Felsmassiv der Kipphornaussicht. Die Aussicht reicht hier über das Elbtal zu den linkselbischen Tafelbergen und zum Hohen Schneeberg sowie rechtselbisch über die Felsen des Schmilkaer Kessels zum Schrammsteinmassiv. Die Kipphornaussicht war eines der Motive des romantischen Malers Casper David Friedrich.

## Kletterfelsen
Der Große Winterberg ist Bestandteil des Klettergebietes Sächsische Schweiz. Im Gipfelbereich selbst finden sich keine Kletterfelsen, da hier Basalt ansteht. An den südlichen Ausläufern und westlichen Ausläufern des Berges finden sich rund um Kipphorn (5 Klettergipfel) und Pöblatzschwände (Klettergipfel) jedoch mehrere Kletterfelsen.
Im Nordwesten des großen Winterberges liegen die Poblätzschwände, wo sich im März 2019 ein Felssturz zugetragen hatte.

## Wege zum Gipfel
Günstiger Ausgangspunkt ist der kleine Ort Schmilka, von dort führen mehrere verschiedene Wege mit unterschiedlichsten Schwierigkeitsgraden zum Gipfel. Der kürzeste Weg ist der Bergsteig. Über ihn ist der Gipfel nach ca. 2,5 Kilometern erreichbar.
Die Winterbergstraße wurde um 1900 zur Forstbewirtschaftung angelegt. Aufgrund der Staatsgrenze zum heutigen Tschechien musste die Straße südlich vom Kipphorn serpentinenartig in fünf Kehren geführt werden.
Über den Großen Winterberg verläuft auch der Europäische Fernwanderweg E3, der Internationale Bergwanderweg Eisenach–Budapest und der blau markierte Fernwanderweg Zittau-Wernigerode.
In jüngster Zeit wurde der Malerweg auf der historischen Route des einstigen Fremdenweges neu erschaffen; dieser führt auf seinem Verlauf von Pirna-Liebethal kommend über die Neumannmühle und den Großen Zschand über den Großen Winterberg in seiner 5. Etappe.

Ein weiterer Zugang aus dem Großen Zschand sind die Richterschlüchte (grüner Punkt) oder der Goldsteig, die am oberen Ende beim Krinitzgrab auf den Fremdenweg stoßen. Von benachbarten Felsgruppen gibt es ebenfalls zahlreiche Zugänge, wie der Aufstieg durchs Heringsloch aus dem Kleinen Zschand oder der flache Reitsteig von den Schrammsteinen.

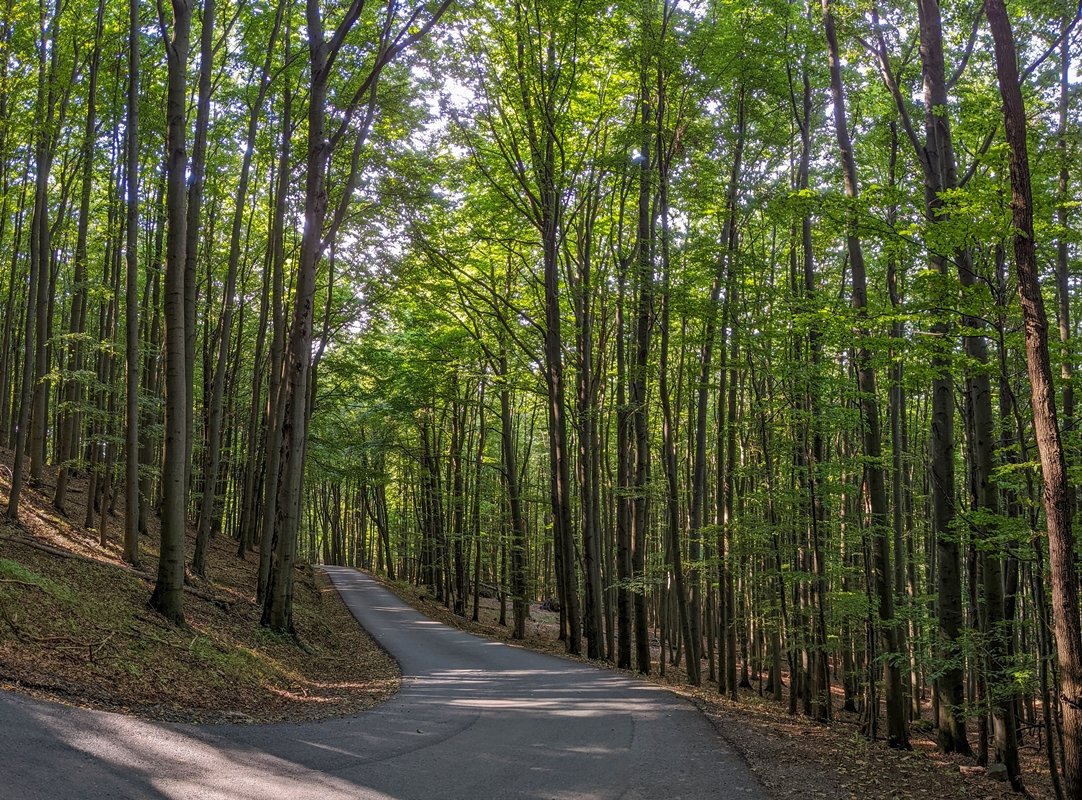
Winterbergstraße
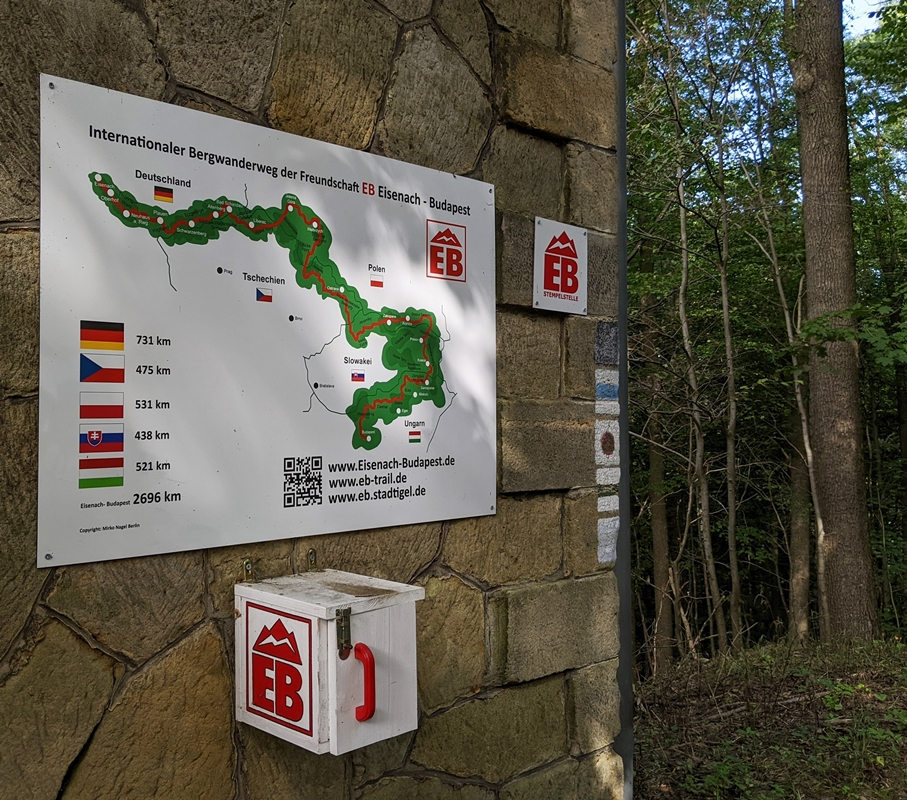
Informationstafel und Stempelstelle des Internationalen Bergwanderwegs der Freundschaft Eisenach–Budapest (EB)
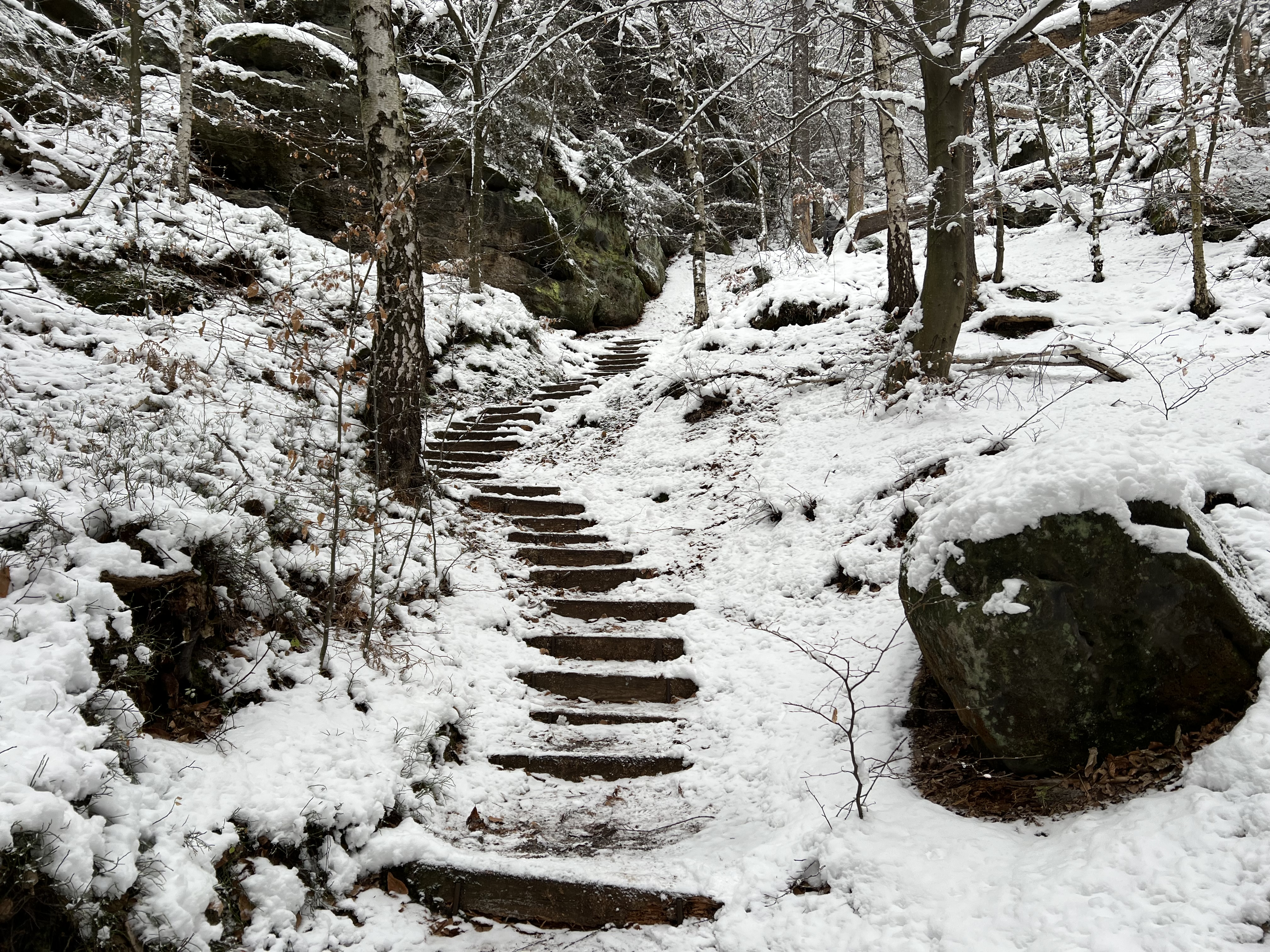
Bergsteig im Winter
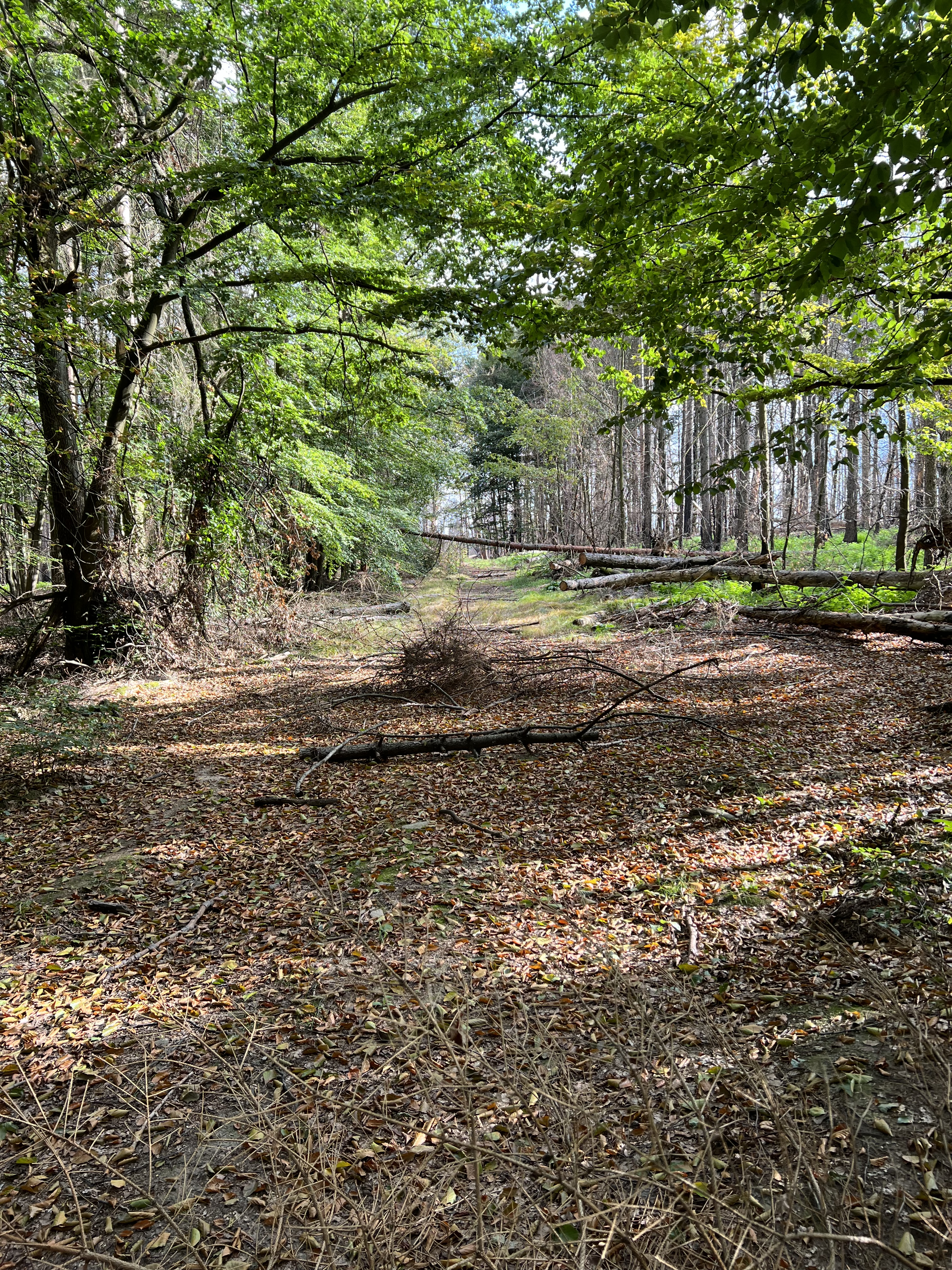
Historischer Verlauf des Fremdenweges Richtung Prebischtor, heute gesperrt
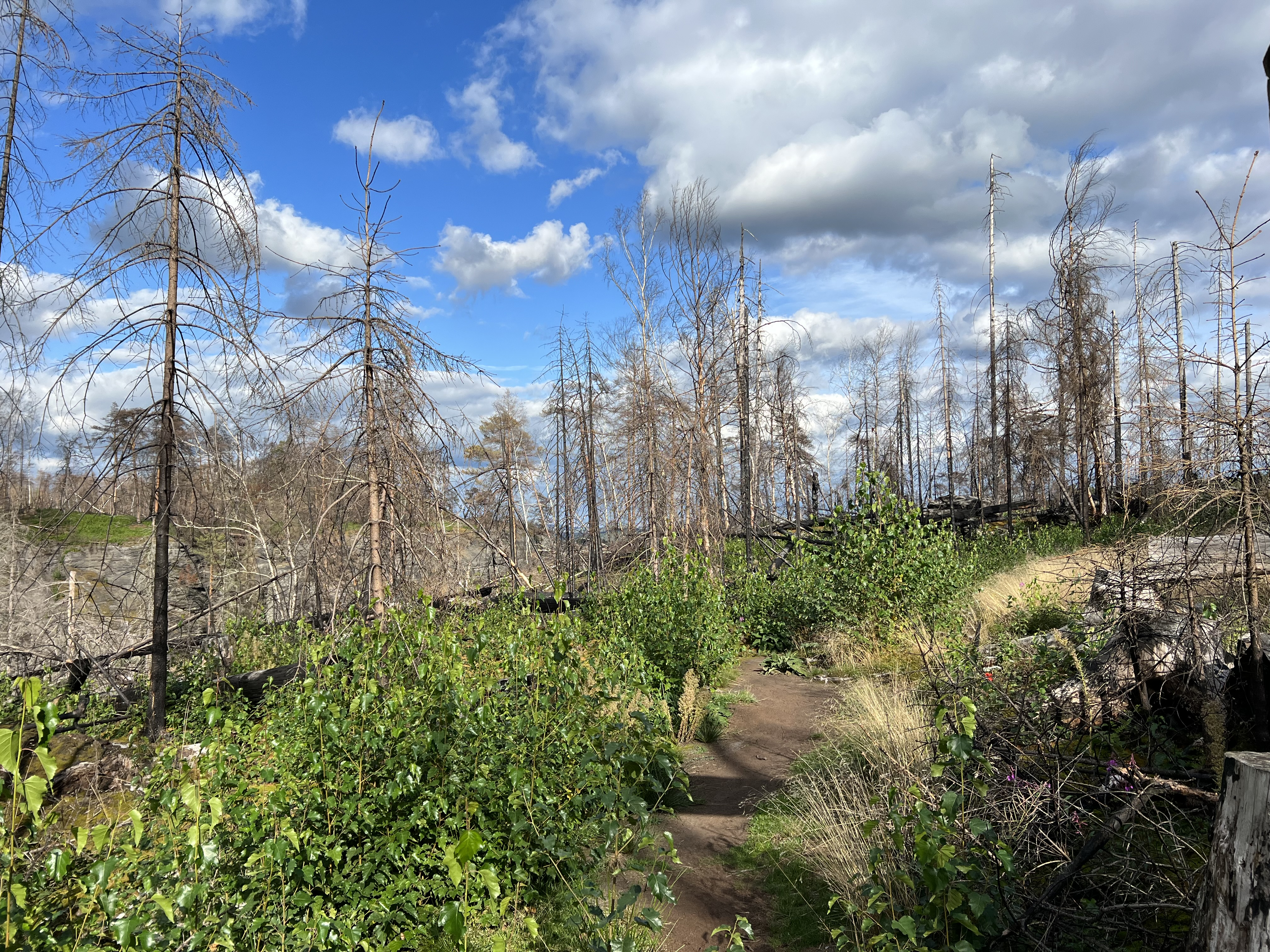
Waldbrandschäden am Aufstieg durch die Richterschlüchte
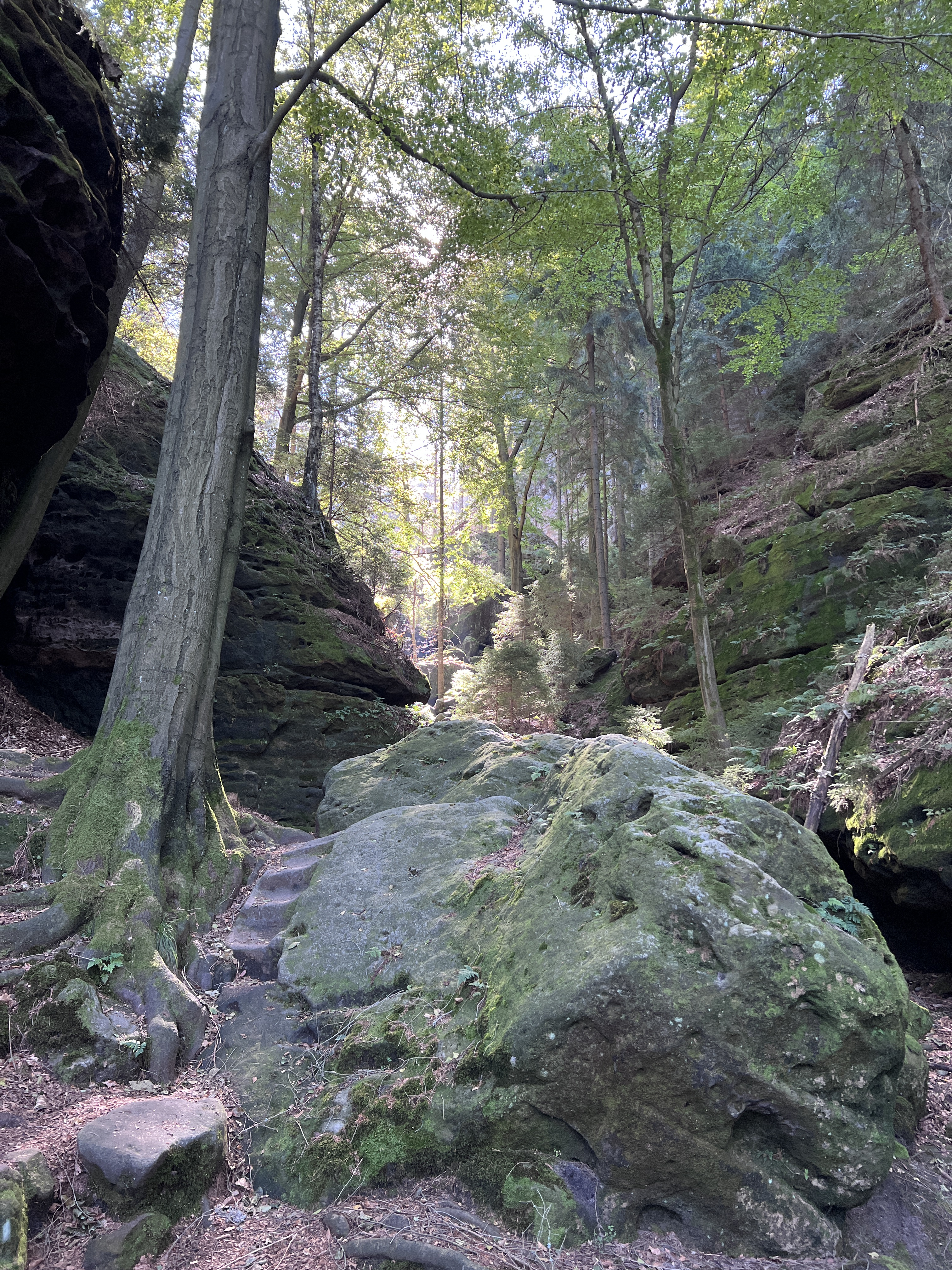
Aufstieg über das Heringsloch vom Kleinen Zschand

## Zitate
„Dieser (der Weg) geht anfangs über große Haufen Basaltstücke bergan, bald aber wird er ebner und schöner, und führt fast eine Stunde lang bald durch schönes junges Nadelholz, bald durch junge Buchenwäldchen, deren Wipfel sich zusammenschließen und die schattigsten und reizendsten bedeckten Gänge bilden, bald durch einen prächtigen Buchenwald, dessen Stämme sich wie Tannen stark und lang emporstrecken und erst hoch oben die Krone ihrer Zweige anfangen. Dieser außerordentlich schöne und seltne Buchenwald ist die Decke des großen Winterberges, die man überall in der Ferne als seine Krone sehen kann.“

„Nach einer etwas ermüdenden Wanderung hörte endlich das Nadelholz auf, und wir standen unter herrlichen, grünen Buchen, rund umher sprudelten Quellen aus dem fruchtbaren Erdreich hervor, noch einige Schritte weiter und wir befanden uns 1780 Pariser Ellen über der Meeresfläche. Welche Unendlichkeit lag da um uns her! Tiefer unten in den wild bewachsenen Abgrund schlängelte sich die Elbe, wie ein schmales Band, das sich bei Dresden verlor, dessen Türme und Kuppeln sich am dem Hintergrunde der blauen Meißner Berge erhoben. Die schönste Aussicht war jedoch nach Böhmen zu. Nie habe ich mir den dunkelblauen Schein der Gebirge so deutlich vorstellen können! Wie ein versteinertes Meer lagen die Berge vor mir, und weit am Horizont erhob sich das Riesengebirge, mit seinen schneebedeckten Gipfeln, wie ein luftiges Wolkenland.“

## Galerie

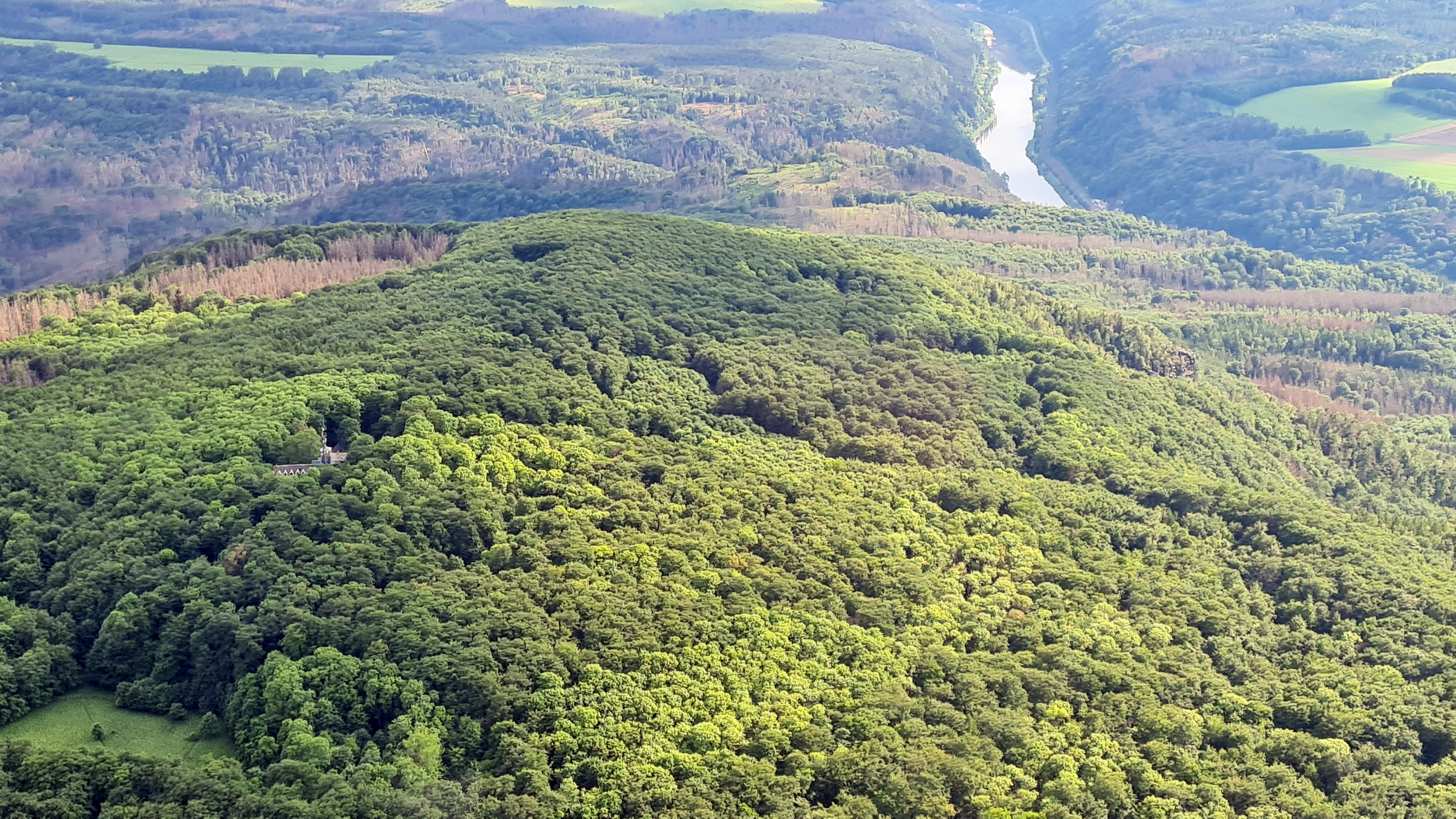
Luftbild des Bergmassivs aus nördlicher Richtung, vorn links der Gebäudekomplex um das Berghotel
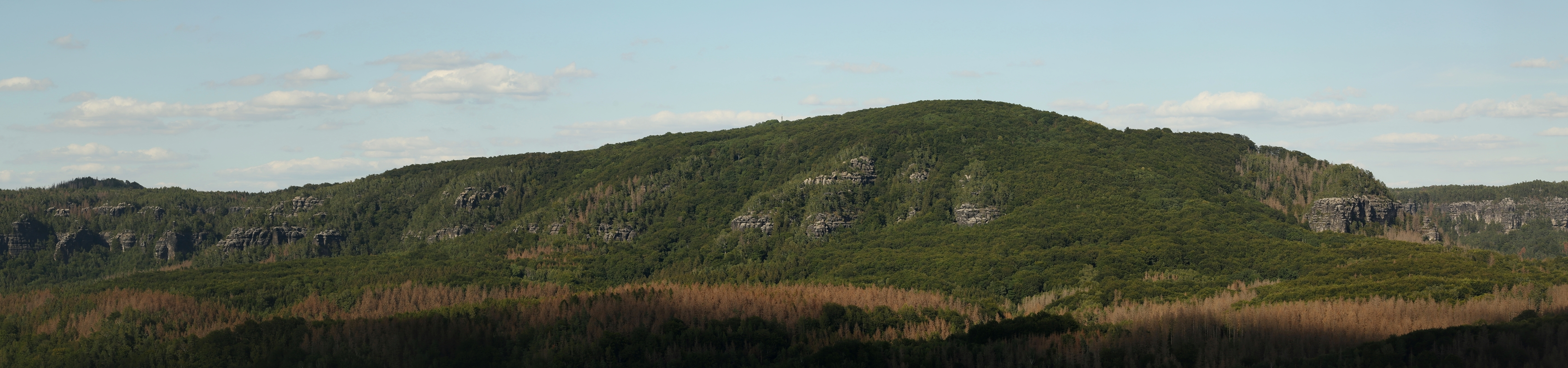
Blick vom Zirkelstein auf das Bergmassiv
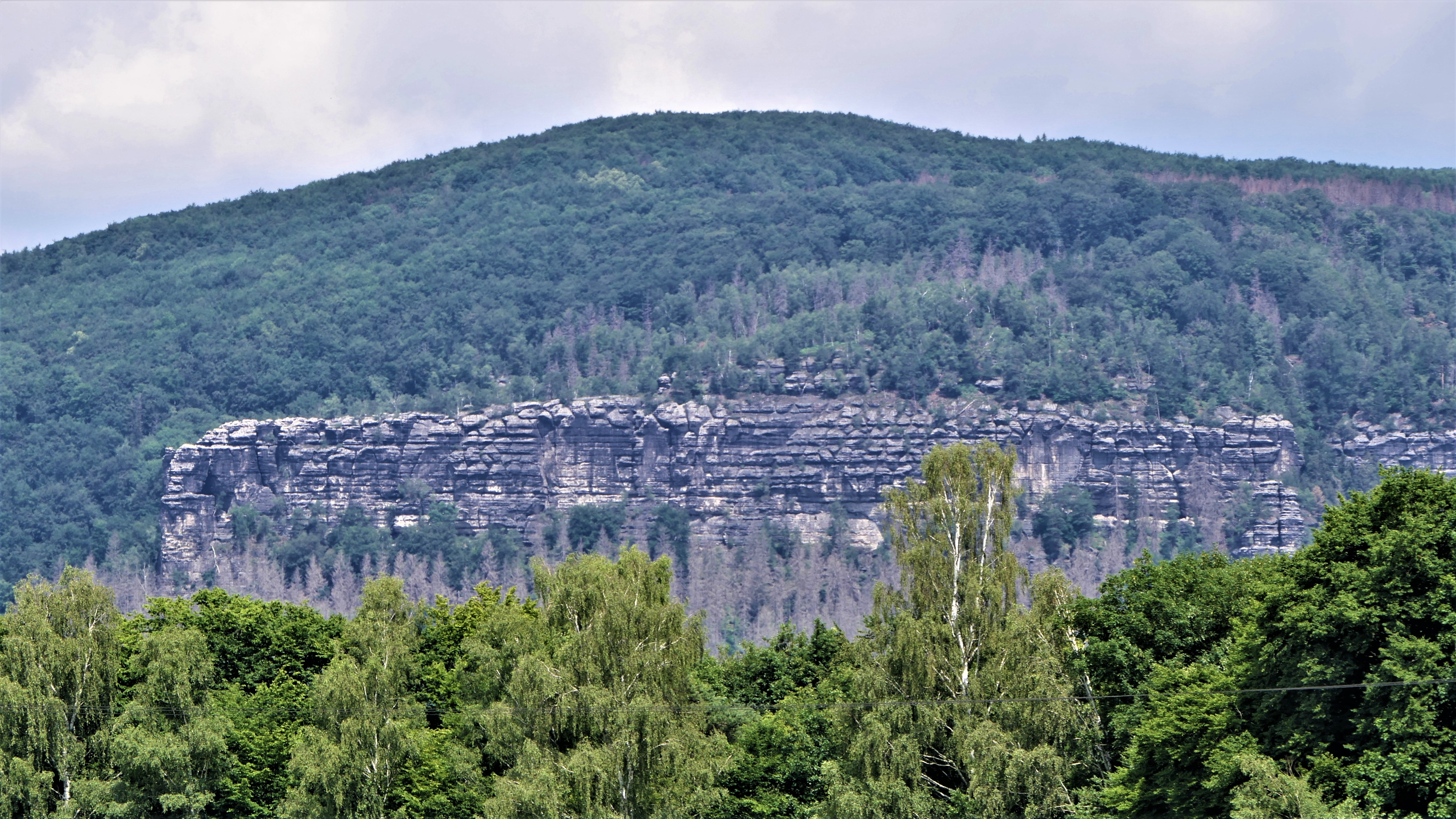
Blick von Janov u Hřenska zum Großen Winterberg, die Basaltkuppe erhebt sich über den Sandsteinfelsen der Stříbrné stěny (Silberwand)
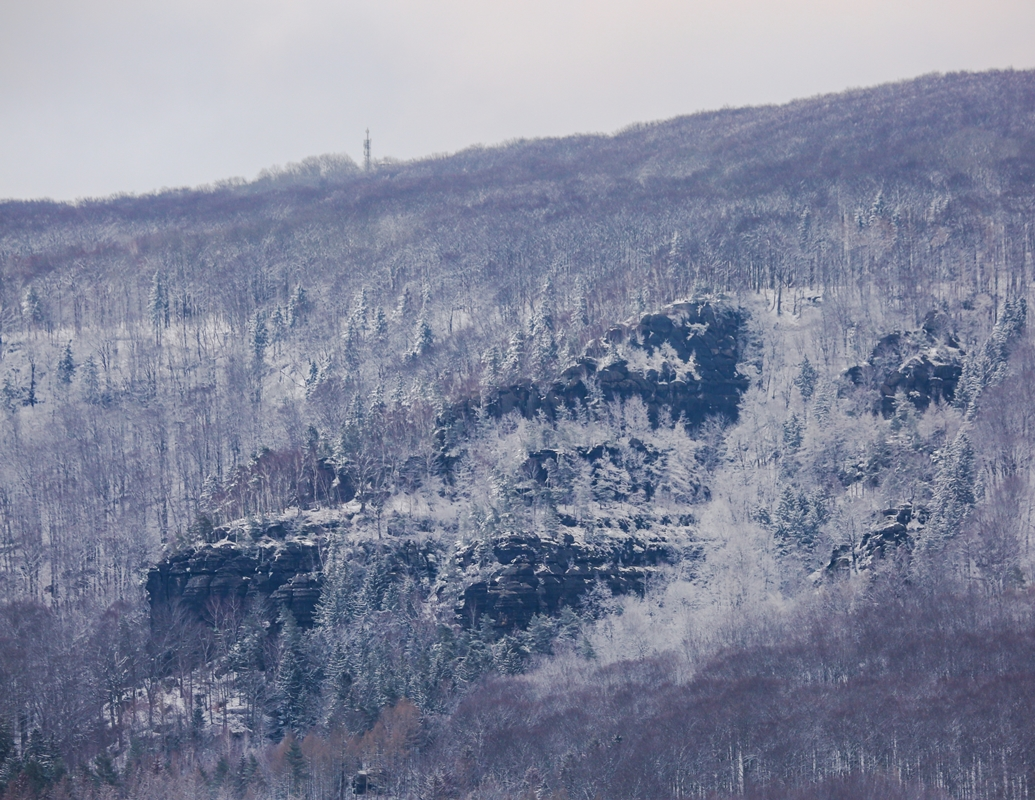
Winterlicher Blick vom Zirkelstein zum Felsmassiv des Kipphorns an der südwestflanke des Berges
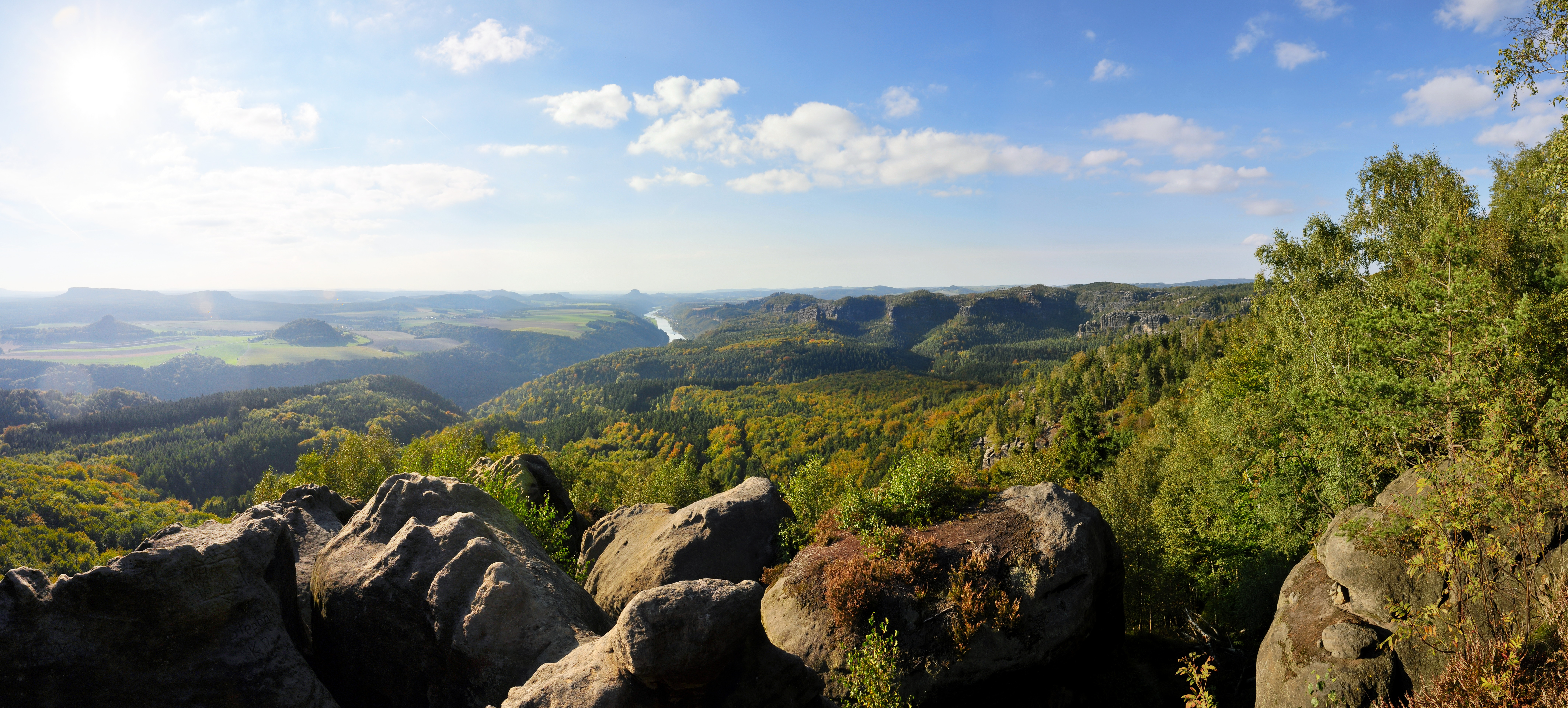
Blick von der Kipphornaussicht in Richtung Nordwesten
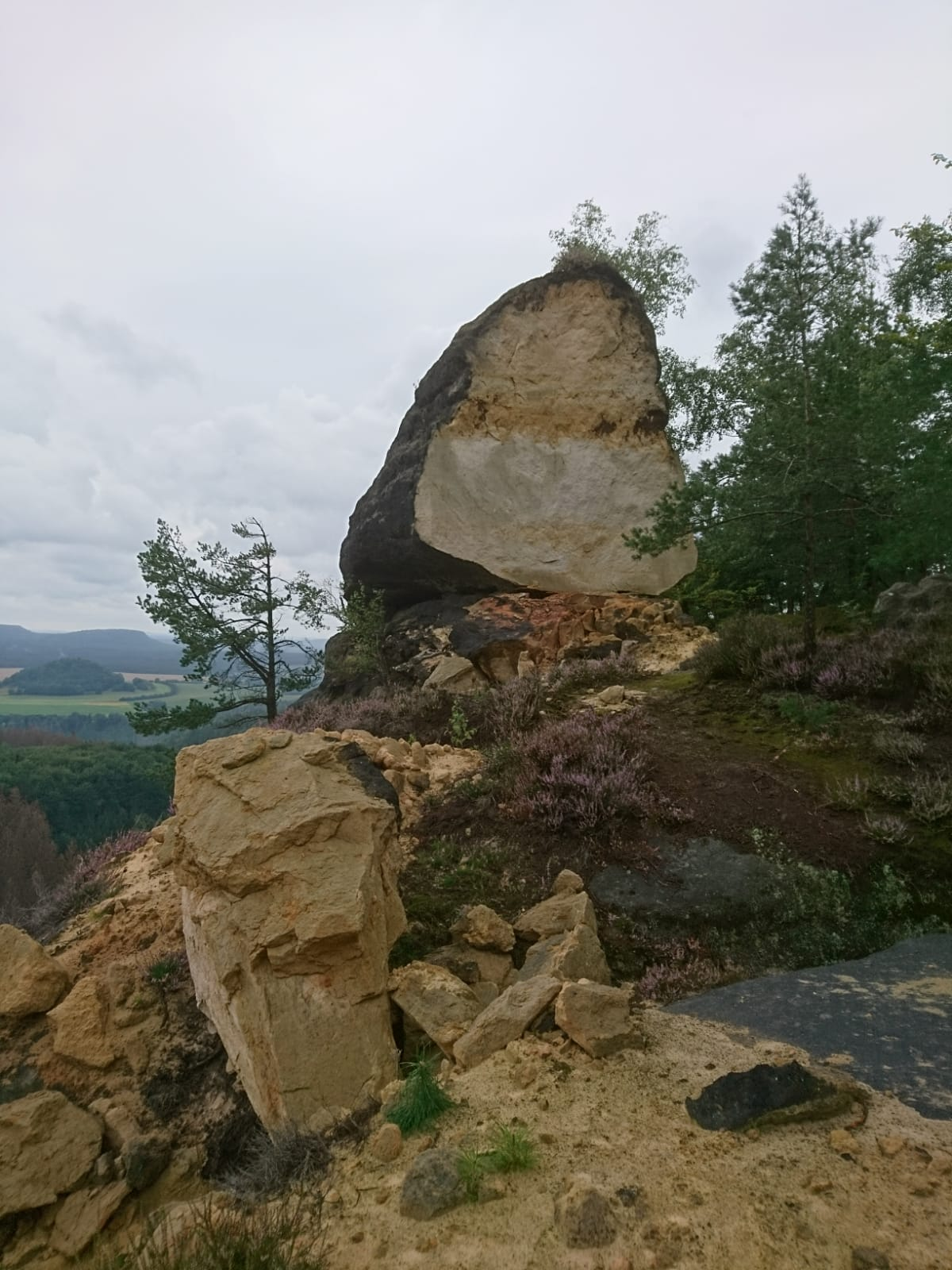
Felssturz an den Poblätzschwänden